# Wallfahrtskirche auf dem Dreifaltigkeitsberg

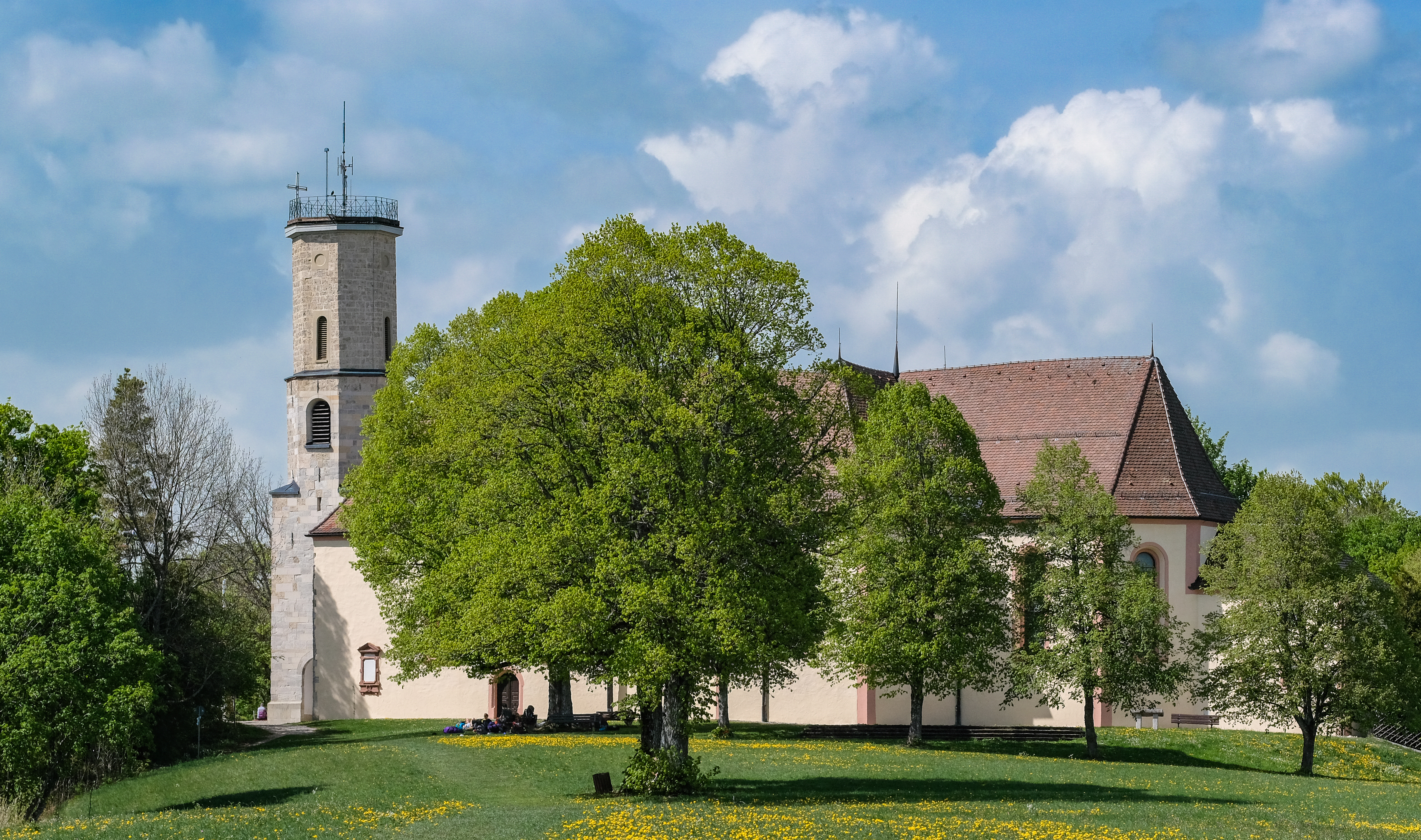
Wallfahrtskirche auf dem Dreifaltigkeitsberg

Die römisch-katholische Wallfahrtskirche auf dem Dreifaltigkeitsberg steht auf dem Dreifaltigkeitsberg, an dessen Fuß sich die Kleinstadt Spaichingen im Landkreis Tuttlingen in Baden-Württemberg befindet. Die Pfarrei gehört zur Diözese Rottenburg-Stuttgart. Das Bauwerk ist beim Landesamt für Denkmalpflege Baden-Württemberg als Baudenkmal eingetragen.

## Beschreibung

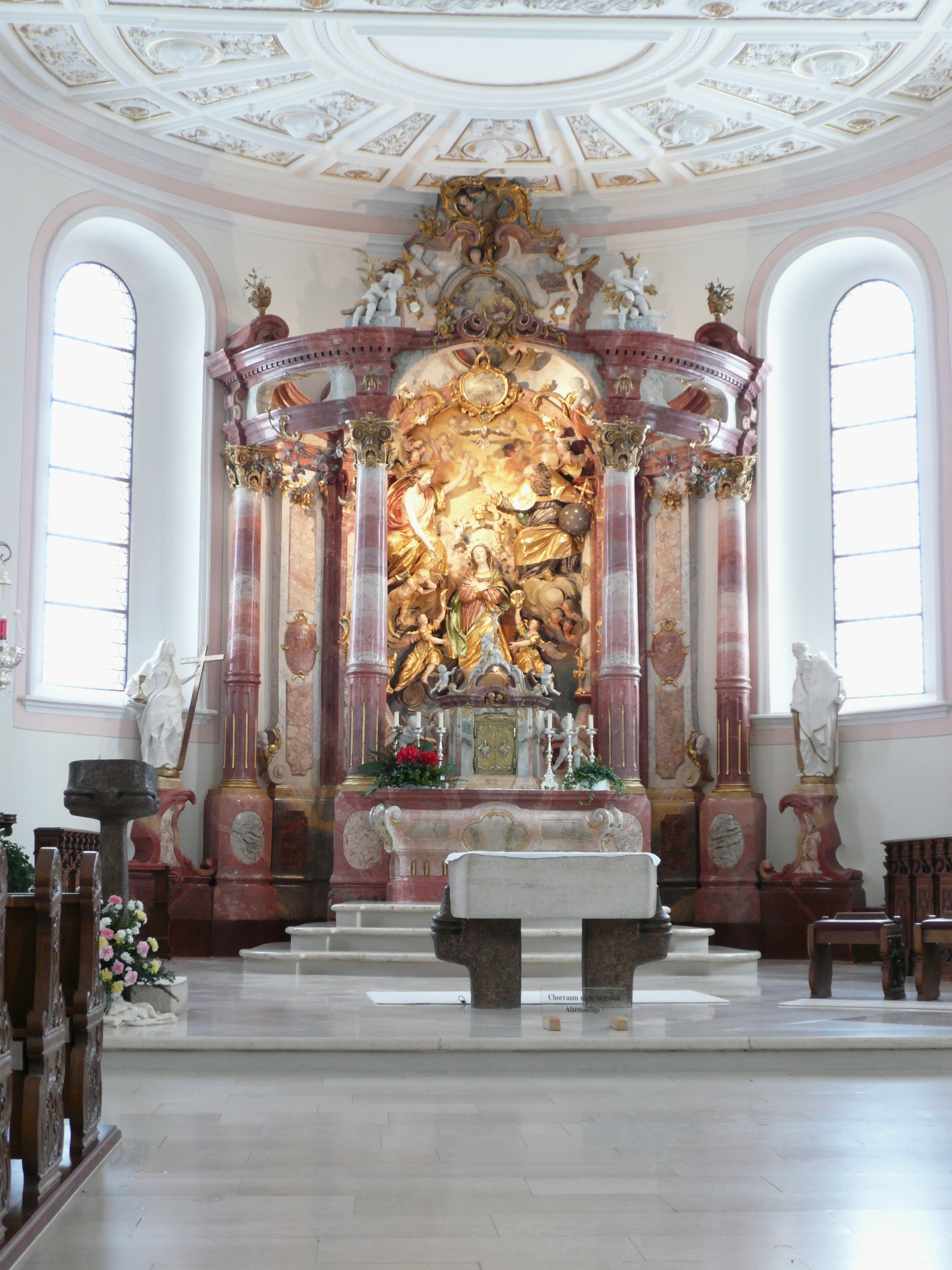
Chorraum

Die Kirche wurde an der Stelle eines im Jahr 1415 geweihten, mittelalterlichen Vorgängerbaus, der anstelle einer keltischen Kultstätte errichtet wurde. Die Grundsteinlegung für die heutige Wallfahrtskirche erfolgte im Jahr 1666, Die Weihe fand im Jahr 1673 statt. Der Kirchturm aus Quadermauerwerk im Westen des Langhauses wurde zwischen 1693 und 1699 gebaut. Ursprünglich besaß er eine Welsche Haube, die aber im 19. Jahrhundert durch Blitzschlag zerstört wurde und 1842 durch einen oktogonalen Aufbau mit einer Plattform ersetzt wurde.
1761–67 wurde die Kreuzkirche durch Einfügung eines Querschiffes mit flacher Vierungskuppel und den Anbau des eingezogenen, dreiseitig geschlossenen Chors im Osten vergrößert. Auch die Sakristei wurde in dieser Zeit angebaut. Aus dieser Zeit stammt auch die spätbarocke Ausstattung.
Eine erste Renovierung erfolgte in den Jahren 1854–55. 1876–83 wurden Chor und Langhaus und mit einer Kassettierung versehen und ausgemalt. 1974 wurde der Innenraum neu gestaltet und der Fußboden erneuert.
Zur Kirchenausstattung gehört ein Hochaltar, der Joseph Anton Feuchtmayer zugeschrieben wird. Auf dem Altarretabel ist ein Gnadenbild von Anton Joseph Schupp eingebunden. Im Langhaus stehen Statuen vom Erzengel Michael und vom Erzengel Gabriel. Die Orgel wurde 1889 von Anton Braun gebaut.